# Jean-Alexandre Mimard
Jean-Alexandre Mimard est un chimiste français né le 25 avril 1806 à Villeneuve-sur-Yonne où il est mort le 4 février 1878.
Il était chimiste et viticulteur à Villeneuve-sur-Yonne. 
Il est l'inventeur d'appareils utilisés en vinification et en production de spiritueux. En 1857, il invente un appareil de distillation avec chauffage radiant et section pneumatique. En 1864, il met au point un système de cuvage des vins, également breveté,.
Une rue de Narbonne porte son nom.

## Publications
- Système rationnel de cuvage des vins et autres liquides fermentescibles. Auxerre, Perriquet, 1866.